# Bruinbaardstruikgors
De bruinbaardstruikgors (Atlapetes fulviceps) is een zangvogel uit de familie Passerellidae (Amerikaanse gorzen).

## Verspreiding en leefgebied
Deze soort komt voor in de Andes van Bolivia tot noordwestelijk Argentinië.